# 拉纳克
拉納克（英語：Lanark，/ˈlænərk/）是位於蘇格蘭中部的一個小鎮。世界遺產新拉納克位於拉納克的附近。拉納克的地標還有拉納克博物館。

## 友好城市
- 法國 伊沃托